# Суми (футбольний клуб, 2016)
Футбольний клуб «Суми» — неіснуючий український футбольний клуб з однойменного міста, що існував у 2016—2024 роках.
До 2020 року носив назву ФК «LS Group» і представляв село Верхня Сироватка Сумського району.

## Історія

Логотип клубу в 2020—2021 роках

Футбольний клуб засновано у січні 2016 році в селі Верхня Сироватка Сумського району під назвою ФК «LS Group». Клуб названо на честь юридичної компанії LS Group, керівником якої був його перший керівник Геннадій Дем'яненко.
З сезону 2019/20 команда почала проводити домашні ігри в Сумах на стадіоні «Ювілейний». 3 березня 2020 року ФК «LS Group» перейменували на ФК «Суми». Керівництво клубу наголошувало, що він не має жодного стосунку до професійного футбольного клубу «Суми» (ПФК «Суми»), який припинив існування в 2019 році.
У червні 2021 року клуб отримав професійний статус. У сезоні 2021/22 виступав в Другій лізі чемпіонату України. Домашні матчі приймав на сумському стадіоні «Ювілейний». Через повномасштабне російське вторгнення в Україну ФК «Суми» не бере участь у професійних турнірах, але дитячі команди клубу продовжують виступати на місцевих змаганнях.
10 квітня 2024 року депутати Сумської міської ради одноголосно прийняли рішення про початок ліквідації клубу.

## Досягнення
Чемпіонат Сумської області:
 Переможець: 2019
 Бронзовий призер: 2018
Кубок Сумської області:
 Володар: 2018
 Фіналіст: 2019
Суперкубок Сумської області:
 Володар: 2020
Кубок регіонів Сумської області:
 Володар: 2018
Fomenko Cup:
 Володар: 2019
 Срібний призер: 2017
Кубок Геннадія Свірського:
 Володар: 2020